# Mościska (powiat garwoliński)
Mościska – wieś w Polsce, położona w województwie mazowieckim, w powiecie garwolińskim, w gminie Trojanów.
W latach 1975–1998 miejscowość należała administracyjnie do województwa siedleckiego.
W miejscowości funkcjonuje Park Edukacji i Rozrywki Farma Iluzji.